# Josef Bürgi

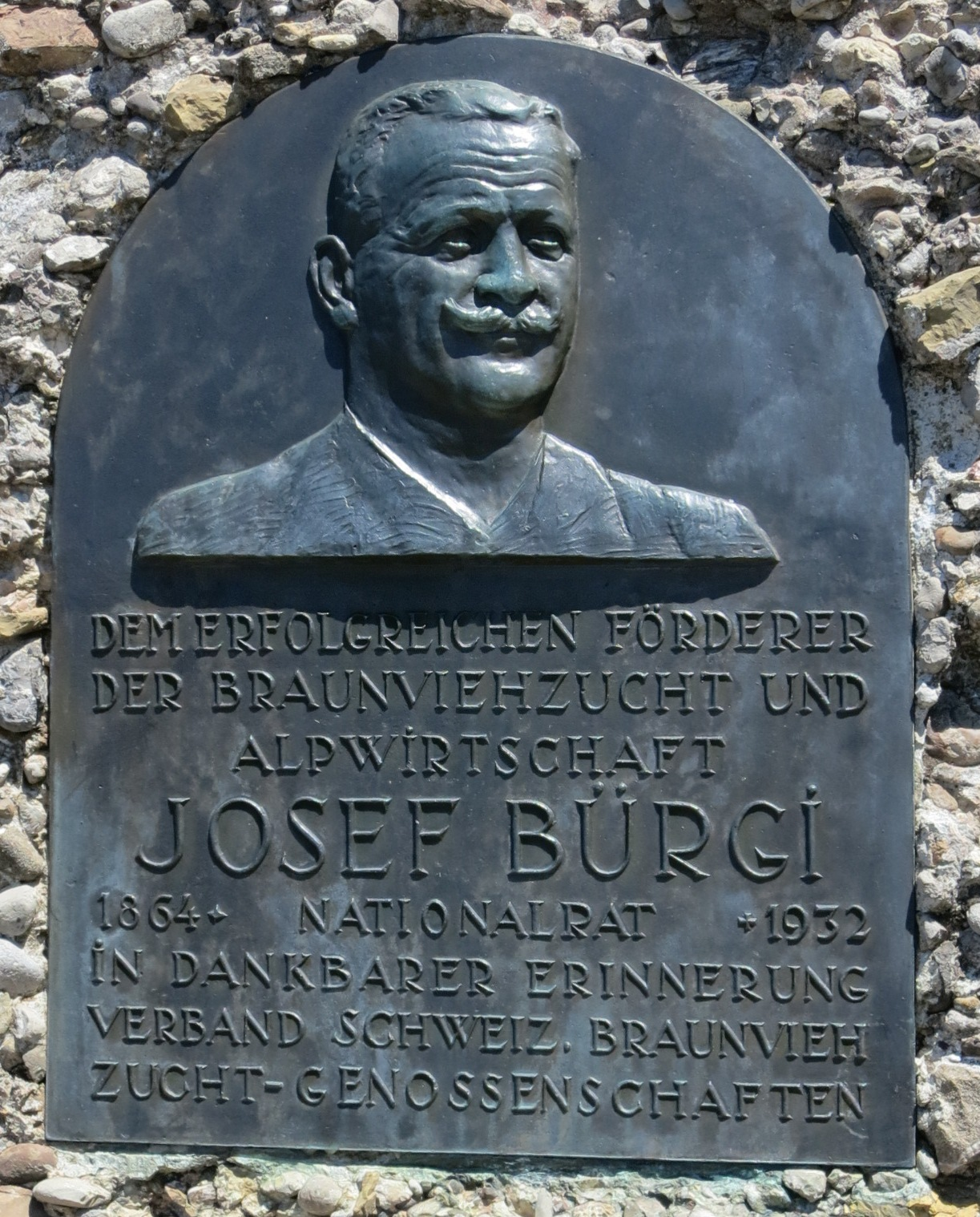
Denkmal auf der Rigi

Josef Bürgi (* 17. August 1864 in Arth; † 20. August 1932 ebenda) war ein liberaler Politiker des Schweizer Kantons Schwyz.

## Biografie
Der gelernte Landwirt übernahm 1891 das Viehhandelsgeschäft seines Vaters. Neben seiner politischen Laufbahn machte er sich als Viehzüchter und -händler einen Namen. 1888 war er der Schwingerkönig am Eidgenössischen Turnfest in Luzern. Er war ein erfolgreicher Förderer der Braunviehzucht und der Alpwirtschaft.
1896 wurde er in den Gemeinderat und 1898 zum Gemeindepräsidenten von Arth gewählt. 1888–1904 war er im Bezirksrat von Schwyz. 1902–1904 amtierte er als Bezirksammann. 1904–1908 war er im Kantonsrat. Als Nationalrat von 1919 bis 1928 war er – obwohl auf den Listen der Liberalen Volkspartei (damaliger Namen der Schwyzer FDP-Sektion) gewählt – Mitglied der Fraktion der Bauern-, Gewerbe- und Bürgerpartei.